# 平群神社 (桑名市)
平群神社（へぐりじんじゃ）は、三重県桑名市志知に鎮座する神社である。延喜式内社で、旧社格は郷社(明治三十三年村社より格上げ)。

## 由緒
創建年代は、不詳。平群山(又は、ちげの山)という、古墳ではないかともみられている山の東斜面に鎮座する。祭神は、平群氏族の祖である木菟宿禰（づくのすくね）。日本書紀によると、仁徳天皇と同日に生まれたと記されている。
また、平群神社は、平群山自体が神であり山岳崇拝とも記されている。宿禰の後裔が味酒臣(うまざけのおみ)の性を賜り、伊勢国に移り、この地に定住して祖神を祀ったと言われている。合祀の祭神は、木菟宿禰の父の武内宿禰・天照大神・大己貴命・素戔嗚命・大山津見命・倭建命(明治四十三年、櫛田神社と合祀)。
この地は、倭建命の御駐足の跡と伝えられており倭建命の御歌「いのちのまたけむ人はたたみこもへくりの山のくまかしか葉をうすにさせその子」を刻んだ石碑が、境内奥には倭建命の足洗池と伝えられる池があり、「平群池の白サギ」など多くの伝説も残っている。また、背後の平群山は、古代神奈備の遺跡である。
平群神社に隣接して「平群沢ため池公園」があり、倭建命の銅像が立てられている。
なお、木菟宿禰は奈良県平群町に鎮座する平群坐紀氏神社の祭神の平群木菟宿禰と同一であると考えられる。また、社殿は、平群町の平群神社の本殿を模したとも言われている。平群町の平群神社は、元は平群氏の祖を祀っていたと考えられるが現在は大山祇神が祭神である。安房国(千葉県)の平群郡(江戸時代)や、筑前国(福岡県)の平群郷、日向国(宮崎県)の平群郷、伊予国(愛媛県)味酒郷も平群氏と関係していると言われている。

## 境内
- 本殿は神明造。拝殿と社務所がある。

## 例祭
- 10月11日と12日の2日間。

## アクセス
- JR・近鉄桑名駅から福王山方面行き、八風バス20分平群神社前下車。